# Franz Christoph von Scheyb
Franz Christoph von Scheyb, né le 26 février 1704 à Tengen et mort le 2 octobre 1777 à Vienne, est un poète et un théoricien de l'art allemand.

## Biographie
Né à Tengen en Souabe, il étudie le droit à Vienne. Il devient secrétaire du comte de Harrach, vice-roi de Naples, puis conseiller aulique à Vienne. Il voyage beaucoup et entretient une correspondance avec Jean-Jacques Rousseau, Voltaire et d'autres intellectuels de l'époque. Il cherche à populariser en Autriche les idées sur la langue allemande de Johann Christoph Gottsched.

## Œuvres
On lui doit, entre autres, une édition de la Table de Peutinger, dite « copie von Scheyb », réalisée à Vienne en 1753 et reproduite à Leipzig en 1824. 
Il est également l'auteur de Theresiade: Ein Ehren-gedicht (en français : Thérésiade : Un poème d'honneur), écrit en 1746.